# Blaze Bayley

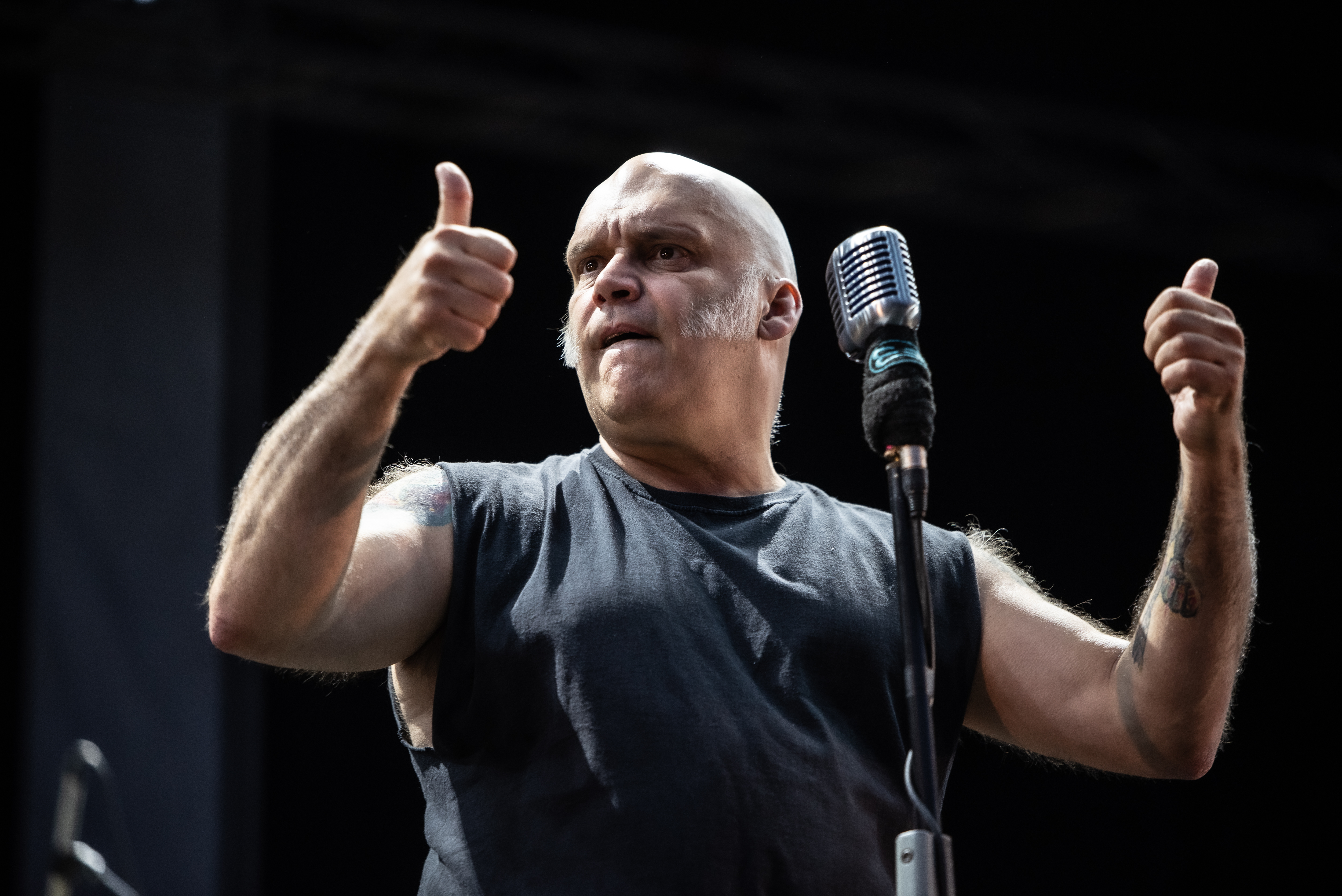
Blaze Bayley

Blaze Bayley (Birmingham, 29 mei 1963) is bekend geraakt als zanger van de Britse metalformatie Wolfsbane en als zanger van Iron Maiden.

## Carrière
Met Wolfsbane boekte Bayley nogal wat succes, maar zijn echte doorbraak (qua bekendheid) kende hij toen hij gedurende enkele jaren de vervanger werd van Bruce Dickinson bij Iron Maiden. Bayley werd slecht ontvangen door menig fan, onder andere door zijn lage stembereik vergeleken met zijn voorganger. Desalniettemin zijn sinds zijn vertrek enkele nummers uit zijn tijd live gespeeld door Iron Maiden. 'Futureal', dat hij samen met bassist Steve Harris schreef, is nog steeds een fanfavoriet. Nadat Dickinson terugkeerde in 1999, werd Bayley ontslagen en begon hij met een nieuwe band Blaze, waarmee hij behoorlijk succesvol werd. Bayley had ook meegeschreven aan 'Dream of Mirrors', dat op Maidens album Brave New World kwam, maar dit is echter niet vermeld. Op 27 september 2008 overleed zijn vrouw Debbie aan een herseninfarct. Ze was naast Blaze' vrouw ook manager van de groep. Na haar dood werd Bayley vaak begeleid door de Britse metalband Absolva.
Na de coronapandemie begon Bayley weer live op te treden, solo, met een band. Hij zong vooral nummers van The X factor, van toen hij de zanger van Iron Maiden was, maar ook eigen nummers en nummers van Wolfsbane. Na in maart 2023 een hartaanval te hebben gekregen, treedt hij na een periode van revalidatie weer op vanaf september 2023 onder de naam "Blaze".

## Discografie (albums)

### Blaze Bayley
- Silicon Messiah (2000)
- Tenth Dimension (2002)
- As Live As It Gets (2003) (live)
- Blood & Belief (2004)
- Alive in Poland (2007) (live)
- The Man Who Would Not Die (album)(2008)
- Robot (2008)
- The Night That Will Not Die (2009) (live)
- Promise And Terror (2010)
- The King of Metal (2012)
- Russian Holiday (2013) (acoustic)
- Soundtracks of my live (2013)
- Live in Prague (2014) (Live Dvd)
- Infinite Entanglement (2016)
- Endure and Survive: Infinite Entanglement, Part II (2017)
- The Redemption of William Black: Infinite Entaglement, Part III (2018)
- December wind (2018) (acoustic)
- Live in France (2019) (live)
- War Within Me (2021)

### Iron Maiden
- Iron Maiden - The X Factor (1995)
- Iron Maiden - Virtual XI (1998)

### Wolfsbane
- Zie Wolfsbane

- Bibliothèque nationale de France: cb166973999 (data)
- International Standard Name Identifier: 0000 0001 3107 9418
- Library of Congress Control Number: n2018011409
- MusicBrainz: fa7dae50-95f8-434b-af06-c8cdb3c9471a
- Nationale Bibliotheek van Tsjechië: xx0030951
- Virtual International Authority File: 21148995971659751927